# Xã Wheatland, Quận Barton, Kansas
Xã Wheatland (tiếng Anh: Wheatland Township) là một xã thuộc quận Barton, tiểu bang Kansas, Hoa Kỳ. Năm 2010, dân số của xã này là 53 người.